# Maurice Vignerot
Maurice Marie Joseph Vignerot, nacido el 25 de noviembre de 1879 en París y murió 28 de septiembre de 1953 en Gap, es un jugador francés de cróquet.
Él compitió en cróquet de dos bolas en singles en los Juegos Olímpicos de París 1900. El francés es medallista de plata olímpico.